# کوه روپهو
کوه روپهو (به لاتین: Mount Ruapehu) یک کوه در نیوزیلند است که در تاوپو واقع شده‌است. کوه روپهو ۲٬۷۹۷ متر بالاتر از سطح دریا واقع شده‌است.